# Boris Aleksandrovič Baranov
Boris Aleksandrovič Baranov in russo Борис Александрович Баранов? (Sozinov, 11 novembre 1940 – Kiev, 6 aprile 2005) è stato un ingegnere sovietico di origini ucraine.
Lavorò nella centrale nucleare di Černobyl' e fu uno dei tre volontari che, a rischio di morte, impedirono un'altra possibile esplosione nella centrale.

## Biografia
Boris Baranov nacque l'11 novembre 1940 nel villaggio di Sozinovi nella Oblast' di Kirov, dove studiò nella scuola locale.
Dal 1966 al 1976 lavorò come ingegnere per poi essere promosso a capo del reparto TPP della centrale metallurgica di Kryvyi Rih (Oblast' di Dnipropetrovs'k).
Nel 1974 si laureò presso l'Accademia ucraina di ingegneria e pedagogia con una laurea in ingegneria termica.
Nel 1976, iniziò a lavorare presso la centrale nucleare di Černobyl'.

### Disastro di Černobyl'
Dopo la distruzione del reattore 4, se il materiale nucleare fuso avesse raggiunto l'acqua immagazzinata in una piscina sottostante di 19.000 tonnellate, che veniva utilizzata durante l'estinzione dell'incendio nei primi giorni dopo l'incidente, ci sarebbe stata un'alta probabilità di una seconda esplosione. Per evitare ciò, fu elaborato un piano: tre specialisti (spesso denominati subacquei nei media) dovettero attraversare le camere allagate del quarto reattore, trovare due valvole di intercettazione e aprirle per abbassare il livello dell'acqua.
Si decise che tre persone avrebbero svuotato il gorgogliatore della centrale elettrica distrutta. I volontari furono Valery Bespalov, l'ingegnere senior della centrale elettrica n.3, l'ingegnere senior Alexey Ananenko e lo stesso Boris.
I media riferirono che tutti e tre gli eroi morirono a causa di malattie da radiazioni, ma non fu così. Tutti e tre sopravvissero, ricevendo dosi non critiche di radiazioni ionizzanti.

### Dopo la liquidazione
Dopo aver eliminato le conseguenze dell'incidente prendendo parte alla liquidazione, Boris continuò a lavorare presso la centrale nucleare di Černobyl'. Dopo la chiusura dell'ultima unità, ritirata alla fine del 2000, l'organizzazione fu trasformata in un'impresa specializzata statale.

### La morte
Boris morì il 6 aprile 2005. Fu sepolto a Kiev nel cimitero di Forest.
Nel 2019, è stata creata una petizione Archiviato il 12 maggio 2021 in Internet Archive. sul sito web del Consiglio comunale di Kiev per nominare una via della città a Baranov, che ha raccolto 217 firme dei 10.000 richiesti dal 1º agosto 2019.

## Nei media
Nella miniserie Chernobyl di HBO e Sky Atlantic, trasmessa nella primavera del 2019, Boris Baranov è interpretato da Oscar Giese.